# الجريفة (السبرة)

تعديل مصدري - تعديل

الجريفة محلة تابعة لقرية وادي العمر الازهور، التابعة لعزلة الازهور بمديرية السبرة إحدى مديريات محافظة إب في الجمهورية اليمنية، بلغ تعداد سكانها 36 حسب تعداد اليمن لعام 2004.